# تلمبه حسین اقتداری
تلمبه حسین اقتداری یک منطقهٔ مسکونی در ایران است که در دهستان حومه (لارستان) واقع شده‌است.